# Трамон-Лассю
Трамо́н-Лассю́ (фр. Tramont-Lassus) — коммуна во французском департаменте Мёрт и Мозель региона Лотарингия. Относится к  кантону Коломбе-ле-Бель.	

## География
Трамон-Лассю расположен в 37 км к юго-западу от Нанси. Соседние коммуны: Трамонт-Эми на севере, Ванделевиль на северо-востоке, Фекокур на востоке, Гримонвиллер на юго-востоке, Бёвзен на юге, Плёвзен и Вишре на юго-западе, Арофф и Сонкур на западе, Трамон-Сент-Андре и Жемонвиль на северо-западе.

## История
- На территории коммуны находятся следы галлороманской культуры.

## Демография
Население коммуны на 2010 год составляло 83 человека.
| 1962 | 1968 | 1975 | 1982 | 1990 | 1999 | 2010 |
| ---- | ---- | ---- | ---- | ---- | ---- | ---- |
| 142  | 126  | 107  | 91   | 87   | 82   | 83   |

## Достопримечательности
- Церковь, реконструирована в 1785 году.